# Guglielmo Gonzaga
Guglielmo Gonzaga (Mantova, 24 aprile 1538 – Goito, 14 agosto 1587) è stato il terzo duca di Mantova e del Monferrato.
Secondo figlio di Federico II Gonzaga e di Margherita Paleologa, nel 1550 succedette come duca al fratello Francesco, morto senza figli maschi.

## Biografia
Con il Trattato di Cateau-Cambrésis gli fu confermata la signorìa sul Monferrato. Guglielmo sposò il 26 aprile 1561 Eleonora d'Austria (2 novembre 1534 – 5 agosto 1594), figlia dell'imperatore Ferdinando I.
Nel 1569 assoggettò Casale, da sempre gelosa della sua autonomia rispetto al Monferrato, con una feroce repressione. Nel 1573 divenne duca, da marchese che era, anche del Monferrato. Fu un buon amministratore dei suoi domìni, mecenate nelle arti, musicista (fu lui stesso un compositore) e collezionista di opere d'arte. Ebbe anche gran cura dell'esercito. Fu politico accorto e scaltro, capace di rimanere indipendente rispetto ai potentati del tempo (Papato, Impero, potenze quali Spagna e Francia). Aumentò la produzione agricola e industriale, intensificando i commerci. Mantova, nel 1567, contava 46 000 abitanti.
Sotto il suo regno, nel 1575, Guglielmo ottenne un'importante concessione dall'imperatore nella modifica del blasone gonzaghesco: la posizione delle aquile mutò, passando da rivolte alla destra araldica ad affrontate e non più con il volo abbassato. Nel 1586 fece liberare ed accolse alla sua corte il poeta Torquato Tasso, imprigionato a Ferrara dal genero duca Alfonso II d'Este durante le sue nozze. Sotto la sua signoria Mantova divenne una delle corti più splendide e prestigiose d'Europa e Guglielmo riuscì ad accumulare una fortuna colossale, costituita anche da due milioni di monete d'oro. Fece realizzare nella reggia ducale di Mantova la Basilica Palatina di Santa Barbara e le residenze di campagna di Marmirolo e di Goito. Morì nel 1587 e fu tumulato nella Basilica di Santa Barbara..

## Discendenza
Guglielmo e Eleonora d'Austria ebbero tre figli:
- Vincenzo (1562-1612), duca di Mantova e Monferrato dal 1587 con il nome di Vincenzo I;
- Margherita (27 maggio 1564 – 6 gennaio 1618), sposata il 24 febbraio 1579 con Alfonso II d'Este (1533 - 1597), duca di Ferrara;
- Anna Caterina Gonzaga (17 gennaio 1566 – 3 agosto 1621), sposata il 14 maggio 1582 con lo zio Ferdinando II (1529-1595) arciduca d'Austria-Tirolo. In seguito suora servita con il nome di Anna Giuliana.

## Ascendenza
|                             |                              |                                 | Genitori                         |  |  | Nonni |  |  | Bisnonni           |  |  | Trisnonni           |  |
|                             |                              |                                 |                                  |  |  |       |  |  | Federico I Gonzaga |  |  | Ludovico II Gonzaga |  |
|                             |                              |                                 |                                  |  |  |       |  |  | Federico I Gonzaga |  |  | Ludovico II Gonzaga |  |
|                             |                              | Barbara di Brandeburgo          |                                  |  |  |       |  |  | Federico I Gonzaga |  |  |                     |  |
| Francesco II Gonzaga        |                              |                                 |                                  |  |  |       |  |  | Federico I Gonzaga |  |  |                     |  |
|                             |                              | Margherita di Baviera           | Alberto III di Baviera           |  |  |       |  |  |                    |  |  |                     |  |
|                             |                              | Margherita di Baviera           | Alberto III di Baviera           |  |  |       |  |  |                    |  |  |                     |  |
|                             |                              | Margherita di Baviera           | Anna di Braunschweig-Grubenhagen |  |  |       |  |  |                    |  |  |                     |  |
| Federico II Gonzaga         |                              | Margherita di Baviera           |                                  |  |  |       |  |  |                    |  |  |                     |  |
|                             |                              | Ercole I d'Este                 | Niccolò III d'Este               |  |  |       |  |  |                    |  |  |                     |  |
|                             |                              | Ercole I d'Este                 | Niccolò III d'Este               |  |  |       |  |  |                    |  |  |                     |  |
|                             |                              | Ercole I d'Este                 | Ricciarda di Saluzzo             |  |  |       |  |  |                    |  |  |                     |  |
| Isabella d'Este             |                              | Ercole I d'Este                 |                                  |  |  |       |  |  |                    |  |  |                     |  |
|                             |                              | Eleonora d'Aragona              | Ferdinando I di Napoli           |  |  |       |  |  |                    |  |  |                     |  |
|                             |                              | Eleonora d'Aragona              | Ferdinando I di Napoli           |  |  |       |  |  |                    |  |  |                     |  |
|                             |                              | Eleonora d'Aragona              | Isabella di Chiaromonte          |  |  |       |  |  |                    |  |  |                     |  |
| Guglielmo Gonzaga           |                              | Eleonora d'Aragona              |                                  |  |  |       |  |  |                    |  |  |                     |  |
|                             | Bonifacio III del Monferrato | Giovanni Giacomo del Monferrato |                                  |  |  |       |  |  |                    |  |  |                     |  |
|                             | Bonifacio III del Monferrato | Giovanni Giacomo del Monferrato |                                  |  |  |       |  |  |                    |  |  |                     |  |
|                             | Bonifacio III del Monferrato | Giovanna di Savoia              |                                  |  |  |       |  |  |                    |  |  |                     |  |
| Guglielmo IX del Monferrato | Bonifacio III del Monferrato |                                 |                                  |  |  |       |  |  |                    |  |  |                     |  |
|                             |                              | Maria Branković                 | Stefan III Branković             |  |  |       |  |  |                    |  |  |                     |  |
|                             |                              | Maria Branković                 | Stefan III Branković             |  |  |       |  |  |                    |  |  |                     |  |
|                             |                              | Maria Branković                 | Angelina Arianit Komneni         |  |  |       |  |  |                    |  |  |                     |  |
| Margherita Paleologa        |                              | Maria Branković                 |                                  |  |  |       |  |  |                    |  |  |                     |  |
|                             |                              | Renato d'Alençon                | Giovanni II d'Alençon            |  |  |       |  |  |                    |  |  |                     |  |
|                             |                              | Renato d'Alençon                | Giovanni II d'Alençon            |  |  |       |  |  |                    |  |  |                     |  |
|                             |                              | Renato d'Alençon                | Maria d'Armagnac                 |  |  |       |  |  |                    |  |  |                     |  |
| Anna d'Alençon              |                              | Renato d'Alençon                |                                  |  |  |       |  |  |                    |  |  |                     |  |
|                             |                              | Margherita di Lorena            | Federico II di Vaudémont         |  |  |       |  |  |                    |  |  |                     |  |
|                             |                              | Margherita di Lorena            | Federico II di Vaudémont         |  |  |       |  |  |                    |  |  |                     |  |
|                             |                              | Margherita di Lorena            | Iolanda d'Angiò                  |  |  |       |  |  |                    |  |  |                     |  |
|                             |                              | Margherita di Lorena            |                                  |  |  |       |  |  |                    |  |  |                     |  |

## Stemma
| Image | Stemma |
| ----- | --- |
| \| \| | Guglielmo Gonzaga Duca di Mantova D'argento, alla croce patente di rosso accantonate da quattro aquile affrontate e spiegate di nero. Sul tutto partito di due e troncato di due, che dà nove quarti: nel 1o di rosso all'aquila bicipite spiegata d'oro, bicoronata dello stesso (Impero Romano d'Oriente); nel 2o di rosso al leone dalla coda doppia d'argento, armato e lampassato d'oro, coronato e collarinato dello stesso (Boemia); nel 3o fasciato d'oro e di nero (Gonzaga antico); nel 4o d'argento alla croce potenziata d'oro accantonata da quattro crocette dello stesso (Gerusalemme); nel 6o d'argento al capo di rosso (Aragona); nel 7o fasciato d'oro e di nero di dieci pezzi al crancelino di verde attraversante (Sassonia); nell'8o d'azzurro seminato di crocette ricrocettate e fitte d'oro a due barbi addossati dello stesso (Bar); nel 9o di rosso alla croce d'oro accantonata da quattro B greche dello stesso, addossate due a due (Costantinopoli) |
|       | |

## Ritratti di Guglielmo Gonzaga

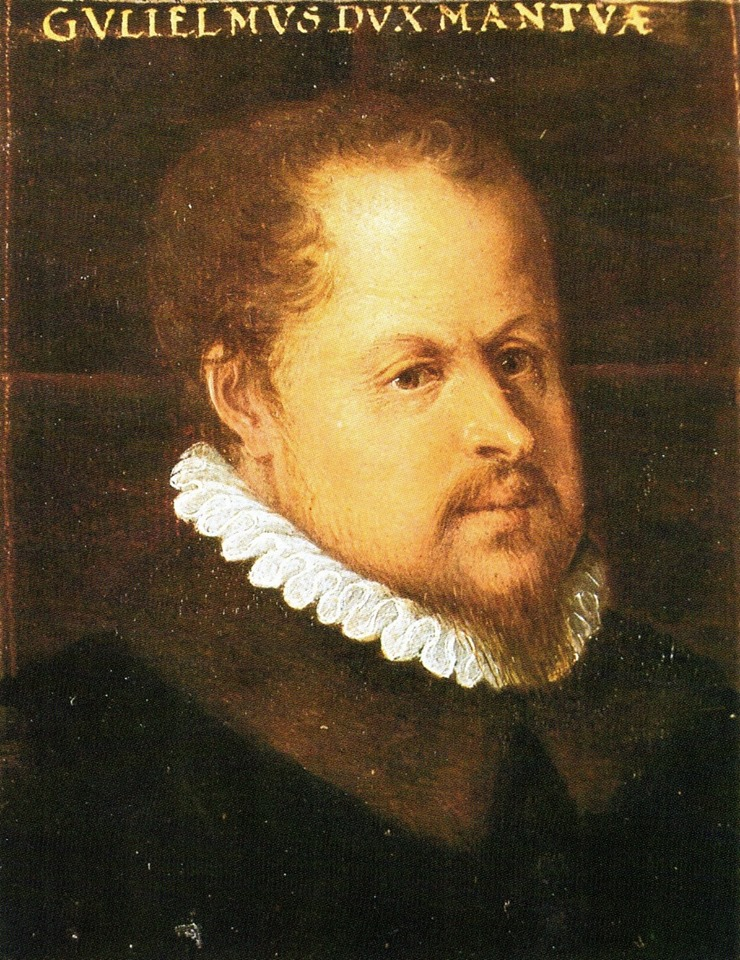
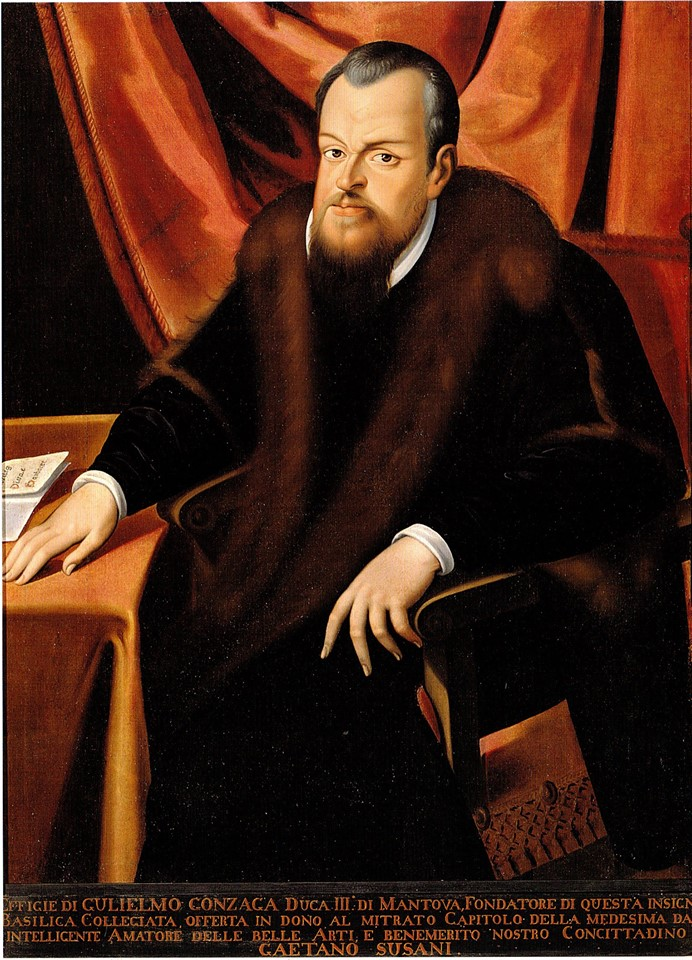
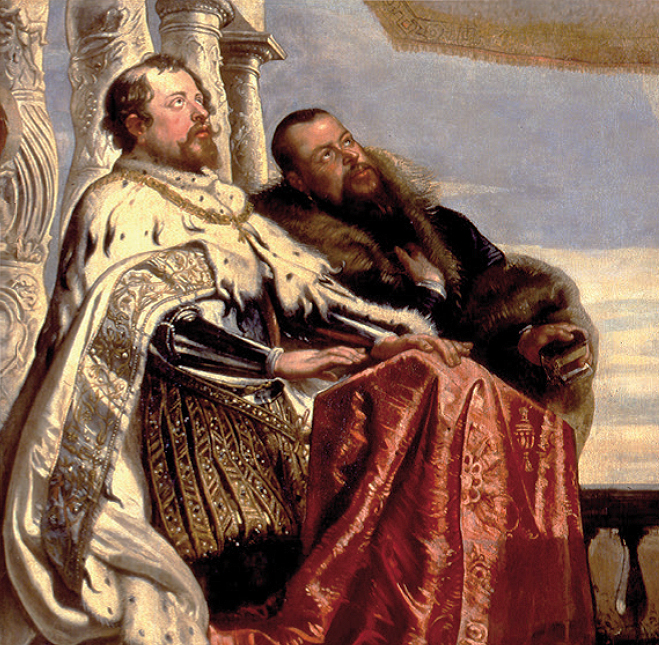
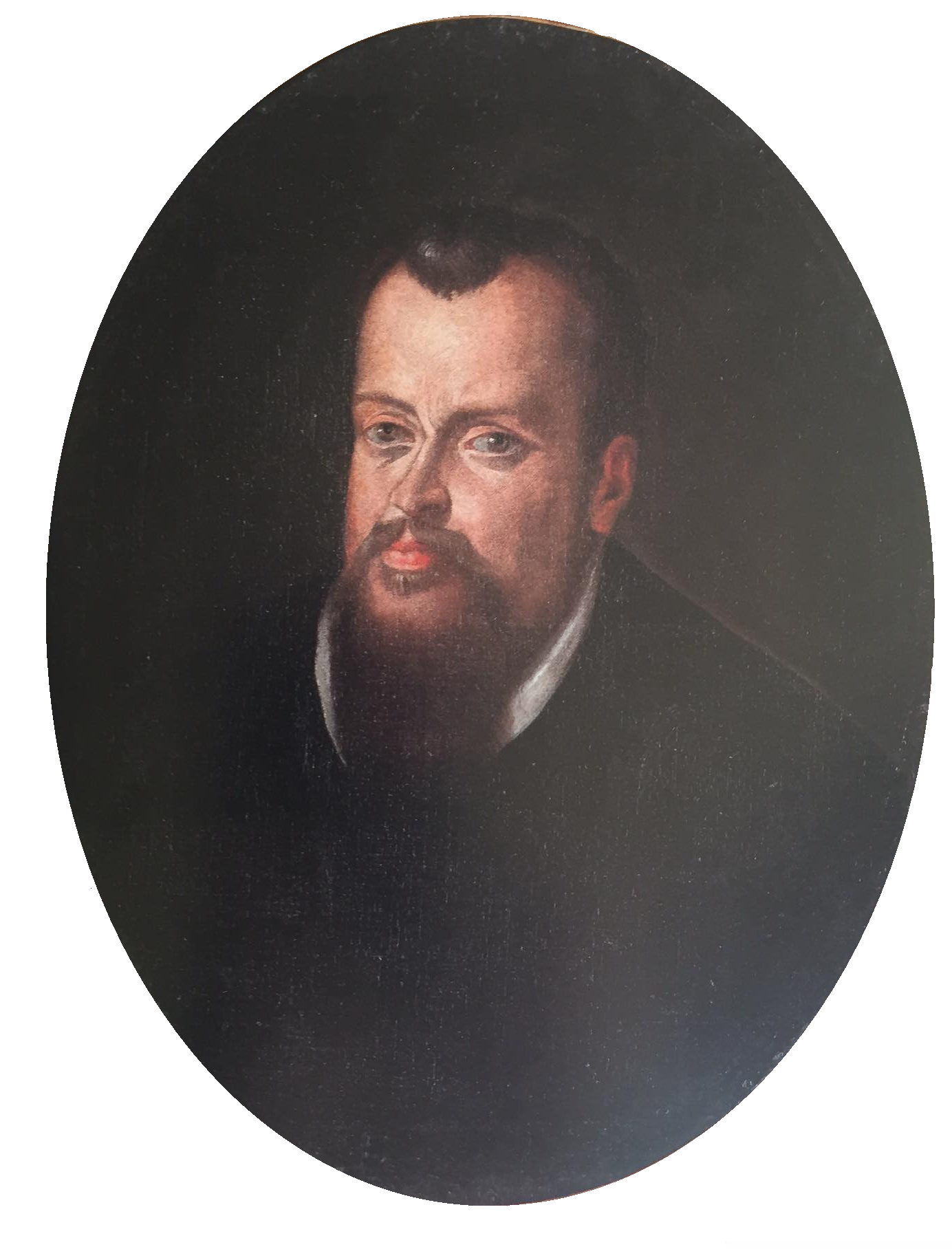
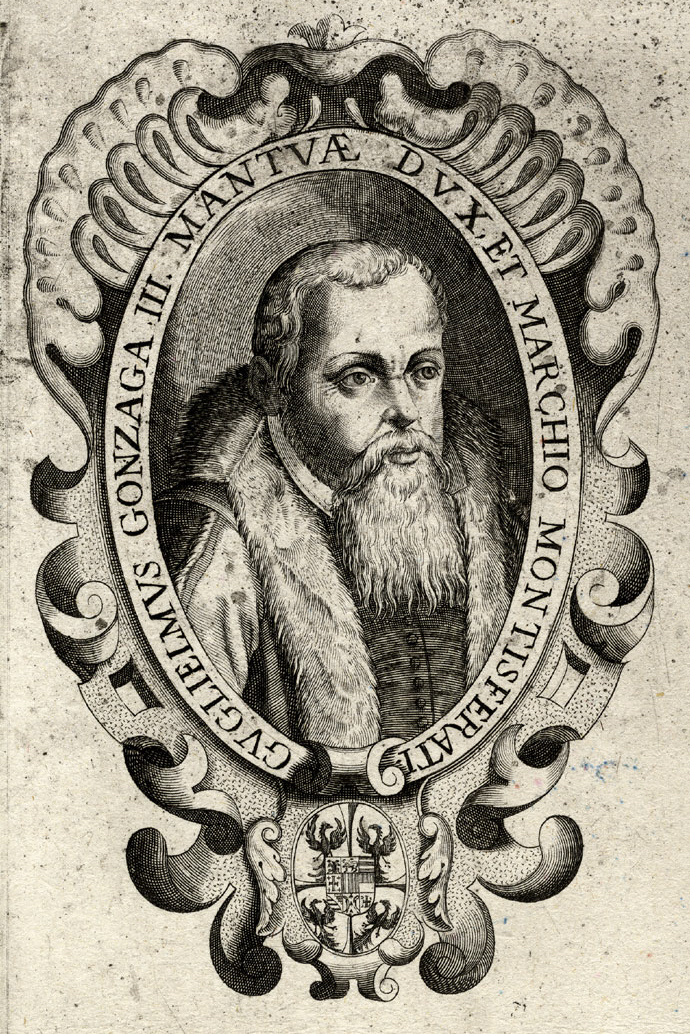
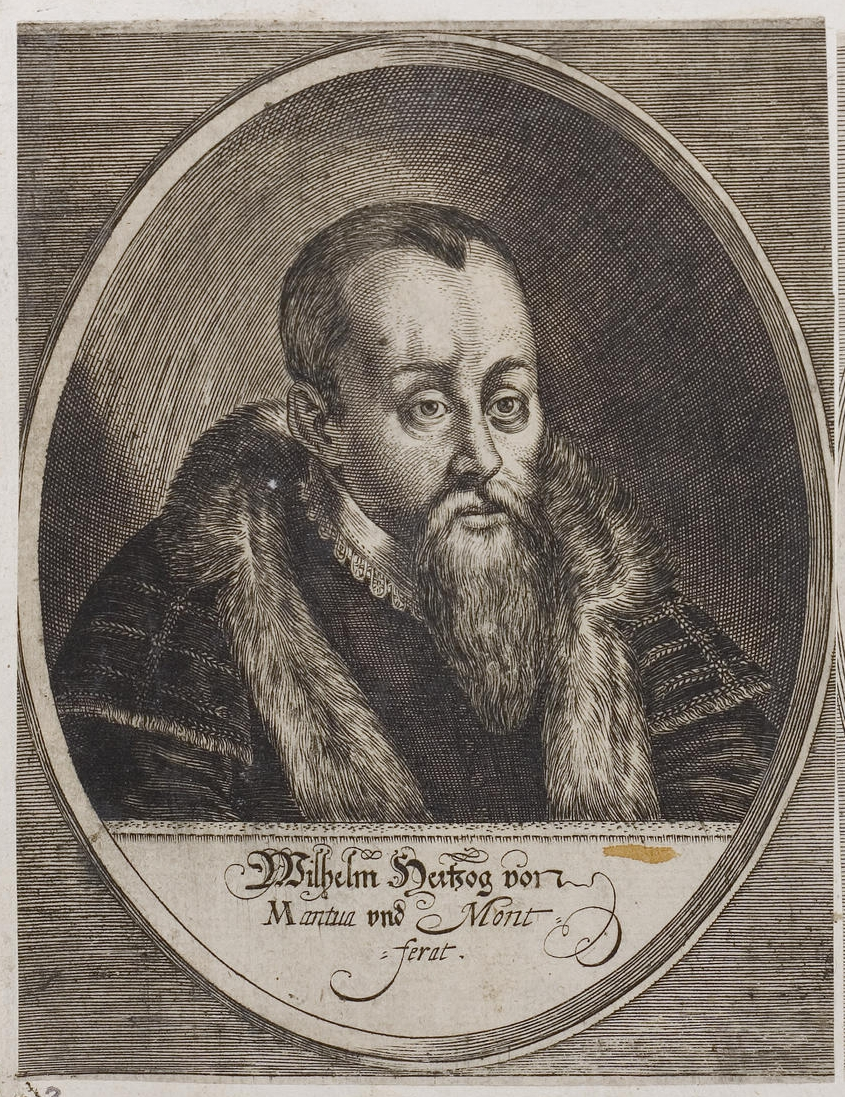
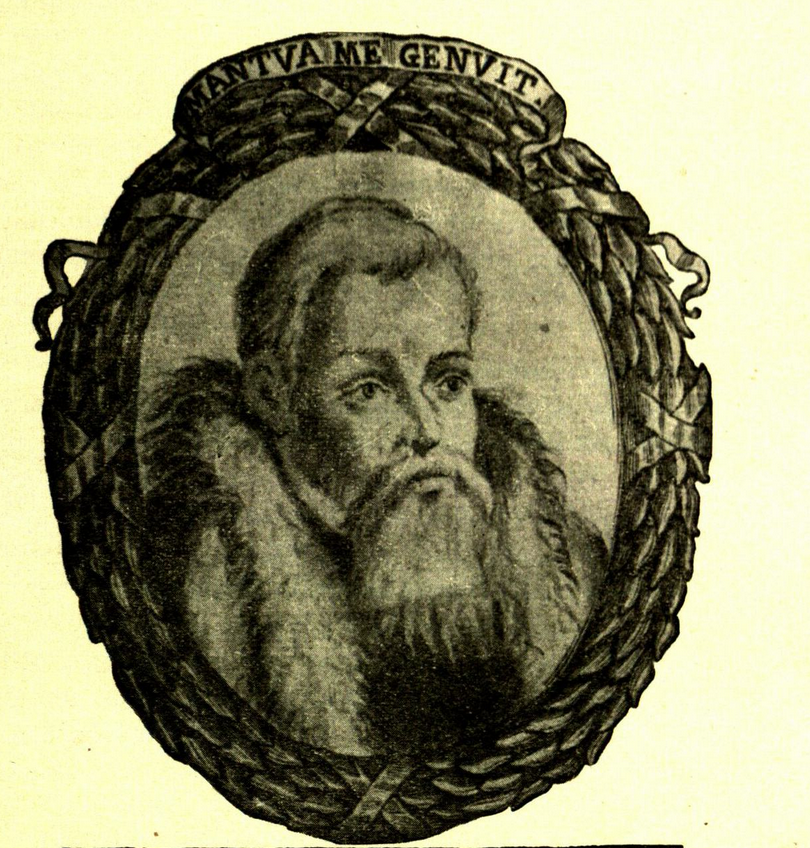